# (34241) Skylerjones
2000 QZ98 (asteroide 34241) é um asteroide da cintura principal. Possui uma excentricidade de 0.16931690 e uma inclinação de 5.52772º.
Este asteroide foi descoberto no dia 28 de agosto de 2000 por LINEAR em Socorro.